# Lorna Doone
Lorna Doone é um filme britânico de 1934, do gênero drama, dirigido por Basil Dean estrelado por Victoria Hopper, John Loder e Margaret Lockwood. É baseado no romance Lorna Doone, de R. D. Blackmore.

## Elenco
- Victoria Hopper - Lorna Doone
- John Loder - John Ridd
- Margaret Lockwood - Annie Ridd
- Roy Emerton - Carver Doone
- Mary Clare - Senhora Sara Ridd
- Edward Rigby - Reuben 'Tio Ben' Huckaback
- Roger Livesey - Tom Faggus

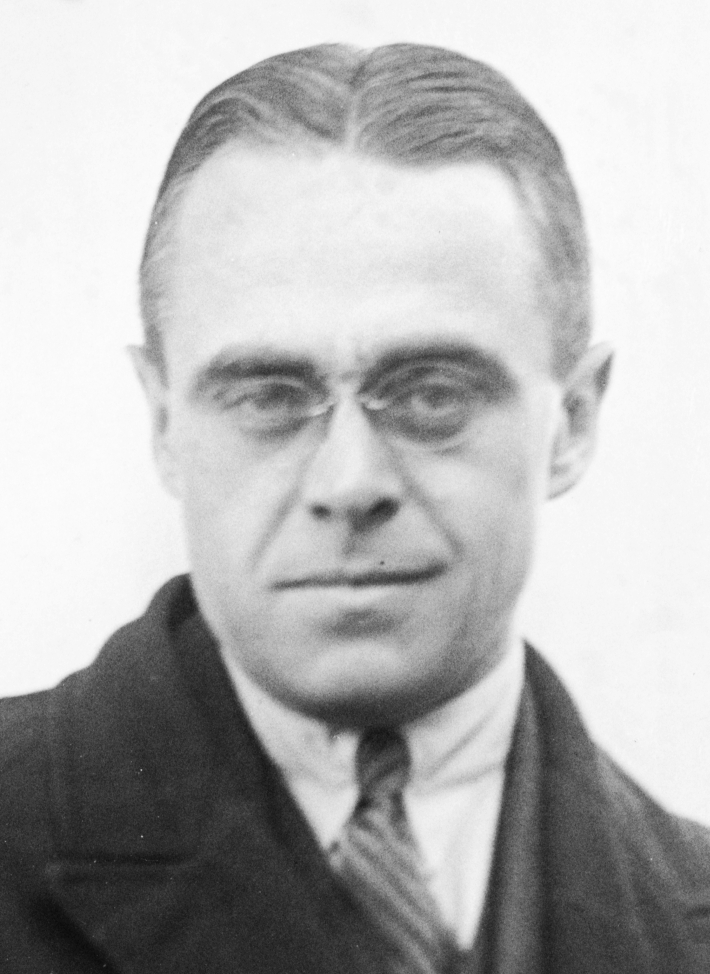
Basil Dean, diretor

- George Curzon - Jaime II de Inglaterra
- D. A. Clarke-Smith - Conselheiro Doone
- Laurence Hanray - Parson Bowden
- Amy Veness - Betty Muxworthy
- Eliot Makeham - John Fry
- Wyndham Goldie - Chefe Judge Jeffries
- Frank Cellier - Capitão Jeremy Stickles
- Herbert Lomas - Senhor Ensor Doone